# Harold Karele
Pas d'image ? Cliquez ici

a Compétitions nationales et continentales officielles uniquement.

b Matchs officiels uniquement.
Harold Karele, né le 29 juin 1971 au Cap en Afrique du Sud, est un joueur de rugby à XV sud-africain qui évolue au poste de deuxième ligne ou troisième ligne centre (1,97 m pour 125 kg). 
Il est marié et a deux fils, Tristan et Keanen.

## Carrière
Harold Karele rejoint Tarbes et la France en 2001, après un début de carrière en Afrique du Sud. Il joue ensuite pour le Stade aurillacois, le RC Toulon, puis fais son retour à Aurillac, puis à Tarbes, avant de terminer sa carrière dans les divisions inférieures françaises,.

## Palmarès

### En club
- Champion de France de Pro D2 : 2005
- Champion de France de Fédérale 1 : 2007
- Finaliste de la Currie Cup : 1998
- Élu joueur de l'année : 1994, 1998

### En équipe nationale
- Équipe d'Afrique du Sud A
- Équipe d'Afrique du Sud - de 23 ans